# Enter Shikari/Diskografie
Diese Diskografie ist eine Übersicht über die musikalischen Werke der britischen Rock-Band Enter Shikari. Den Schallplattenauszeichnungen zufolge hat sie bisher mehr als 480.000 Tonträger verkauft. Ihre erfolgreichste Veröffentlichung ist die Single Sorry You’re Not A Winner mit über 200.000 verkauften Einheiten.

## Alben

### Studioalben
| Jahr | Titel Musiklabel                                        | Höchstplatzierung, Gesamtwochen, AuszeichnungChartplatzierungen (Jahr, Titel, Musiklabel, Platzierungen, Wochen, Auszeichnungen, Anmerkungen) | Höchstplatzierung, Gesamtwochen, AuszeichnungChartplatzierungen (Jahr, Titel, Musiklabel, Platzierungen, Wochen, Auszeichnungen, Anmerkungen) | Höchstplatzierung, Gesamtwochen, AuszeichnungChartplatzierungen (Jahr, Titel, Musiklabel, Platzierungen, Wochen, Auszeichnungen, Anmerkungen) | Höchstplatzierung, Gesamtwochen, AuszeichnungChartplatzierungen (Jahr, Titel, Musiklabel, Platzierungen, Wochen, Auszeichnungen, Anmerkungen) | Höchstplatzierung, Gesamtwochen, AuszeichnungChartplatzierungen (Jahr, Titel, Musiklabel, Platzierungen, Wochen, Auszeichnungen, Anmerkungen) | Anmerkungen                                              |
| Jahr | Titel Musiklabel                                        | DE | AT | CH | UK | US | Anmerkungen                                              |
| ---- | ------------------------------------------------------- | --- | --- | --- | --- | --- | -------------------------------------------------------- |
| 2007 | Take to the Skies Ambush Reality                        | DE93 (1 Wo.)DE | — | — | UK4 Gold · (7 Wo.)UK | — | Erstveröffentlichung: 19. März 2007 Verkäufe: + 100.000  |
| 2009 | Common Dreads Ambush Reality                            | DE96 (1 Wo.)DE | — | — | UK16 Silber · (2 Wo.)UK | — | Erstveröffentlichung: 15. Juni 2009 Verkäufe: + 60.000   |
| 2012 | A Flash Flood of Colour Ambush Reality                  | DE23 (1 Wo.)DE | AT35 (1 Wo.)AT | — | UK4 Silber · (3 Wo.)UK | US67 (1 Wo.)US | Erstveröffentlichung: 16. Januar 2012 Verkäufe: + 60.000 |
| 2015 | The Mindsweep Ambush Reality                            | DE17 (1 Wo.)DE | AT29 (1 Wo.)AT | CH66 (1 Wo.)CH | UK6 Silber · (5 Wo.)UK | US166 (1 Wo.)US | Erstveröffentlichung: 19. Januar 2015 Verkäufe: + 60.000 |
| 2017 | The Spark Ambush Reality                                | DE60 (1 Wo.)DE | AT50 (1 Wo.)AT | — | UK5 (2 Wo.)UK | — | Erstveröffentlichung: 22. September 2017                 |
| 2020 | Nothing Is True & Everything Is Possible Ambush Reality | DE35 (2 Wo.)DE | AT64 (1 Wo.)AT | CH50 (1 Wo.)CH | UK2 (2 Wo.)UK | — | Erstveröffentlichung: 17. April 2020                     |
| 2023 | A Kiss for the Whole World Ambush Reality               | DE13 (1 Wo.)DE | — | — | UK1 (1 Wo.)UK | — | Erstveröffentlichung: 21. April 2023                     |

### Livealben
| Jahr | Titel Musiklabel                          | Höchstplatzierung, Gesamtwochen, AuszeichnungChartplatzierungen (Jahr, Titel, Musiklabel, Platzierungen, Wochen, Auszeichnungen, Anmerkungen) | Höchstplatzierung, Gesamtwochen, AuszeichnungChartplatzierungen (Jahr, Titel, Musiklabel, Platzierungen, Wochen, Auszeichnungen, Anmerkungen) | Höchstplatzierung, Gesamtwochen, AuszeichnungChartplatzierungen (Jahr, Titel, Musiklabel, Platzierungen, Wochen, Auszeichnungen, Anmerkungen) | Höchstplatzierung, Gesamtwochen, AuszeichnungChartplatzierungen (Jahr, Titel, Musiklabel, Platzierungen, Wochen, Auszeichnungen, Anmerkungen) | Höchstplatzierung, Gesamtwochen, AuszeichnungChartplatzierungen (Jahr, Titel, Musiklabel, Platzierungen, Wochen, Auszeichnungen, Anmerkungen) | Anmerkungen                             |
| Jahr | Titel Musiklabel                          | DE | AT | CH | UK | US | Anmerkungen                             |
| ---- | ----------------------------------------- | --- | --- | --- | --- | --- | --------------------------------------- |
| 2016 | Live at Alexandra Palace Ambush Reality   | — | — | — | UK93 (1 Wo.)UK | — | Erstveröffentlichung: 18. November 2016 |
| 2023 | Live at Alexandra Palace 3 Ambush Reality | — | — | — | UK15 (1 Wo.)UK | — | Erstveröffentlichung: 21. April 2023    |

Weitere Livealben
- 2011: Live from Planet Earth – Bootleg Series Vol. 3
- 2019: Take to the Skies: Live in Moscow. May 2017
- 2019: Live at Alexandra Palace 2

### Kompilationen
| Jahr | Titel Musiklabel         | Höchstplatzierung, Gesamtwochen, AuszeichnungChartplatzierungen (Jahr, Titel, Musiklabel, Platzierungen, Wochen, Auszeichnungen, Anmerkungen) | Höchstplatzierung, Gesamtwochen, AuszeichnungChartplatzierungen (Jahr, Titel, Musiklabel, Platzierungen, Wochen, Auszeichnungen, Anmerkungen) | Höchstplatzierung, Gesamtwochen, AuszeichnungChartplatzierungen (Jahr, Titel, Musiklabel, Platzierungen, Wochen, Auszeichnungen, Anmerkungen) | Höchstplatzierung, Gesamtwochen, AuszeichnungChartplatzierungen (Jahr, Titel, Musiklabel, Platzierungen, Wochen, Auszeichnungen, Anmerkungen) | Höchstplatzierung, Gesamtwochen, AuszeichnungChartplatzierungen (Jahr, Titel, Musiklabel, Platzierungen, Wochen, Auszeichnungen, Anmerkungen) | Anmerkungen                            |
| Jahr | Titel Musiklabel         | DE | AT | CH | UK | US | Anmerkungen                            |
| ---- | ------------------------ | --- | --- | --- | --- | --- | -------------------------------------- |
| 2010 | Tribalism Ambush Reality | — | — | — | UK63 (1 Wo.)UK | — | Erstveröffentlichung: 22. Februar 2010 |

Weitere Kompilationen
- 2007: The Zone
- 2021: Moratorium (Broadcasts from the Interruption)

### Remixalben
| Jahr | Titel Musiklabel                            | Höchstplatzierung, Gesamtwochen, AuszeichnungChartplatzierungen (Jahr, Titel, Musiklabel, Platzierungen, Wochen, Auszeichnungen, Anmerkungen) | Höchstplatzierung, Gesamtwochen, AuszeichnungChartplatzierungen (Jahr, Titel, Musiklabel, Platzierungen, Wochen, Auszeichnungen, Anmerkungen) | Höchstplatzierung, Gesamtwochen, AuszeichnungChartplatzierungen (Jahr, Titel, Musiklabel, Platzierungen, Wochen, Auszeichnungen, Anmerkungen) | Höchstplatzierung, Gesamtwochen, AuszeichnungChartplatzierungen (Jahr, Titel, Musiklabel, Platzierungen, Wochen, Auszeichnungen, Anmerkungen) | Höchstplatzierung, Gesamtwochen, AuszeichnungChartplatzierungen (Jahr, Titel, Musiklabel, Platzierungen, Wochen, Auszeichnungen, Anmerkungen) | Anmerkungen                            |
| Jahr | Titel Musiklabel                            | DE | AT | CH | UK | US | Anmerkungen                            |
| ---- | ------------------------------------------- | --- | --- | --- | --- | --- | -------------------------------------- |
| 2015 | The Mindsweep – Hospitalised Ambush Reality | — | — | — | UK68 (1 Wo.)UK | — | Erstveröffentlichung: 30. Oktober 2015 |

### EPs
- 2003: Nodding Acquaintance
- 2004: Anything Can Happen in the Next Half Hour
- 2004: Sorry You’re Not a Winner
- 2006: Sorry You’re Not a Winner/OK! Time for Plan B!
- 2007: Anything Can Happen in the Next Half Hour
- 2008: We Can Breathe in Space, They Just Dont Want Us to Escape
- 2009: Juggernauts
- 2011: Quelle Surprise
- 2011: Sssnakepit

## Singles
| Jahr | Titel Album                                                  | Höchstplatzierung, Gesamtwochen, AuszeichnungChartplatzierungen (Jahr, Titel, Album, Platzierungen, Wochen, Auszeichnungen, Anmerkungen) | Höchstplatzierung, Gesamtwochen, AuszeichnungChartplatzierungen (Jahr, Titel, Album, Platzierungen, Wochen, Auszeichnungen, Anmerkungen) | Höchstplatzierung, Gesamtwochen, AuszeichnungChartplatzierungen (Jahr, Titel, Album, Platzierungen, Wochen, Auszeichnungen, Anmerkungen) | Höchstplatzierung, Gesamtwochen, AuszeichnungChartplatzierungen (Jahr, Titel, Album, Platzierungen, Wochen, Auszeichnungen, Anmerkungen) | Höchstplatzierung, Gesamtwochen, AuszeichnungChartplatzierungen (Jahr, Titel, Album, Platzierungen, Wochen, Auszeichnungen, Anmerkungen) | Anmerkungen                              |
| Jahr | Titel Album                                                  | DE | AT | CH | UK | US | Anmerkungen                              |
| ---- | ------------------------------------------------------------ | --- | --- | --- | --- | --- | ---------------------------------------- |
| 2007 | Anything Can Happen in the Next Half Hour Take to the Skies  | — | — | — | UK27 (4 Wo.)UK | — | Erstveröffentlichung: 18. Februar 2007   |
| 2007 | Jonny Sniper Take to the Skies                               | — | — | — | UK75 (1 Wo.)UK | — | Erstveröffentlichung: 18. Juni 2007      |
| 2008 | We Can Breathe in Space, They Just Don’t Want Us to Escape – | — | — | — | UK80 (1 Wo.)UK | — | Erstveröffentlichung: 2. November 2008   |
| 2009 | Juggernauts Common Dreads                                    | — | — | — | UK28 (3 Wo.)UK | — | Erstveröffentlichung: 1. Juni 2009       |
| 2009 | No Sleep Tonight Common Dreads                               | — | — | — | UK63 (1 Wo.)UK | — | Erstveröffentlichung: 17. August 2009    |
| 2010 | Destabilise –                                                | — | — | — | UK65 (1 Wo.)UK | — | Erstveröffentlichung: 26. Oktober 2010   |
| 2011 | Sssnakepit A Flash Flood of Colour                           | — | — | — | UK62 (1 Wo.)UK | — | Erstveröffentlichung: 20. September 2011 |
| 2013 | Radiate Rat Race                                             | — | — | — | UK79 (1 Wo.)UK | — | Erstveröffentlichung: 10. Juni 2013      |
| 2013 | Rat Race                                                     | — | — | — | UK77 (1 Wo.)UK | — | Erstveröffentlichung: 31. Oktober 2013   |

Weitere Singles
- 2006: Mothership
- 2007: Sorry You’re Not a Winner/OK! Time for Plan B (UK: Silber)
- 2009: Zzzonked
- 2010: Thumper
- 2011: Quelle Surprise
- 2012: Arguing with Thermometers
- 2012: Warm Smiles Do Not Make You Welcome Here
- 2012: Pack of Thieves
- 2013: Hello Tyrannosaurus, Meet Tyrannicide
- 2013: The Paddington Frisk
- 2014: The Last Garrison
- 2015: Anaesthetist
- 2015: Redshift
- 2016: Hoodwinker
- 2017: Supercharge
- 2017: Live Outside
- 2017: Rabble Rouser
- 2019: Stop the Clocks
- 2020: The Dreamer's Hotel
- 2020: The King
- 2022: The Void Stares Back (feat. Wargasm)
- 2022: Bull
- 2023: (Pls) Set Me on Fire
- 2023: It Hurts
- 2023: Bloodshot

## Videoalben und Musikvideos

### Videoalben
- 2011: Live from Planet Earth – Bootleg Series Volume 3
- 2012: Live in London. W6. March 2012 – Bootleg Series Volume 4
- 2013: Live in the Barrowland – Bootleg Series Volume 5

### Musikvideos
- 2006: Mothership
- 2006: Sorry You’re Not a Winner
- 2007: Anything Can Happen in the Next Half Hour
- 2007: Johnny Sniper
- 2008: We Can Breathe in Space, They Just Don’t Want Us to Escape
- 2009: Juggernauts
- 2009: No Sleep Tonight
- 2009: Zzzonked
- 2010: Thumper
- 2010: Destabilise
- 2011: Quelle Surprise
- 2012: Arguing with Thermometers
- 2012: Warm Smiles Do Not Make You Welcome Here
- 2012: Pack of Thieves
- 2013: Hello Tyrannosaurus, Meet Tyrannicide
- 2013: The Paddington Frisk
- 2013: Radiate
- 2013: Rat Race
- 2014: The Last Garrison
- 2014: Slipshod
- 2015: Anaesthetist
- 2015: Torn Apart
- 2015: There’s a Price on Your Head
- 2016: Redshift
- 2016: Hoodwinker
- 2017: Live Outside
- 2017: Rabble Rouser
- 2017: The Sights
- 2019: Stop the Clocks
- 2020: The Dreamer's Hotel
- 2020: The Great Unknown
- 2020: Tina
- 2022: The Void Stares Back (feat. Wargasm)
- 2022: Bull (feat. Cody Frost)
- 2023: (Pls) Set Me on Fire
- 2023: It Hurts
- 2023: Bloodshot
- 2023: A Kiss for the Whole Wide World

## Statistik

### Chartauswertung
|                     | DE    | AT    | CH    | UK     | US    |
| ------------------- | ----- | ----- | ----- | ------ | ----- |
| Nummer-eins-Alben   | DE—DE | AT—AT | CH—CH | UK1UK  | US—US |
| Top-10-Alben        | DE—DE | AT—AT | CH—CH | UK6UK  | US—US |
| Alben in den Charts | DE7DE | AT4AT | CH2CH | UK11UK | US1US |

|                       | DE    | AT    | CH    | UK    | US    |
| --------------------- | ----- | ----- | ----- | ----- | ----- |
| Nummer-eins-Singles   | DE—DE | AT—AT | CH—CH | UK—UK | US—US |
| Top-10-Singles        | DE—DE | AT—AT | CH—CH | UK—UK | US—US |
| Singles in den Charts | DE—DE | AT—AT | CH—CH | UK9UK | US—US |

### Auszeichnungen für Musikverkäufe
| 2× Silberne Schallplatte - Europa (Impala) - 2016: für das Album The Mindsweep | Goldene Schallplatte - Europa (Impala) - 2007: für das Album Take to the Skies |

Anmerkung: Auszeichnungen in Ländern aus den Charttabellen bzw. Chartboxen sind in ebendiesen zu finden.
| Land/RegionAuszeichnungen für Musikverkäufe (Land/Region, Auszeichnungen, Verkäufe, Quellen) | Silber     | Gold     | Platin | Verkäufe  | Quellen             |
| -------------------------------------------------------------------------------------------- | ---------- | -------- | ------ | --------- | ------------------- |
| Europa (Impala)                                                                              | 2× Silber2 | Gold1    | —      | (140.000) | impalamusic.org EU2 |
| Vereinigtes Königreich (BPI)                                                                 | 4× Silber4 | Gold1    | —      | 480.000   | bpi.co.uk           |
| Insgesamt                                                                                    | 6× Silber6 | 2× Gold2 | —      |           |                     |